# (200096) 1994 TM8
(200096) 1994 TM8 es un asteroide perteneciente al cinturón de asteroides, descubierto el 6 de octubre de 1994 por el equipo del Spacewatch desde el Observatorio Nacional de Kitt Peak, Arizona, Estados Unidos.

## Designación y nombre
Designado provisionalmente como 1994 TM8.

## Características orbitales
1994 TM8 está situado a una distancia media del Sol de 2,770 ua, pudiendo alejarse hasta 2,982 ua y acercarse hasta 2,557 ua. Su excentricidad es 0,076 y la inclinación orbital 4,699 grados. Emplea 1684,07 días en completar una órbita alrededor del Sol.

## Características físicas
La magnitud absoluta de 1994 TM8 es 16,2. Tiene 4 km de diámetro y su albedo se estima en 0,052.